# La Llena (Castellar de la Ribera)
La Llena és una masia situada al terme de Ceuró, municipi de Castellar de la Ribera (Solsonès). A la façana de llevant hi té adossada la capella de la Mare de Déu del Remei.